# Lehel (metropolitana di Monaco di Baviera)
Lehel è una stazione della Metropolitana di Monaco di Baviera, che serve le linee U4 e U5.
Si trova nel quartiere di Lehel, che fa parte della Altstadt (Città Vecchia) di Monaco di Baviera. La stazione è servita anche dalla linea di tram 18.
È stata inaugurata il 27 ottobre 1988.